# Grafo nominato

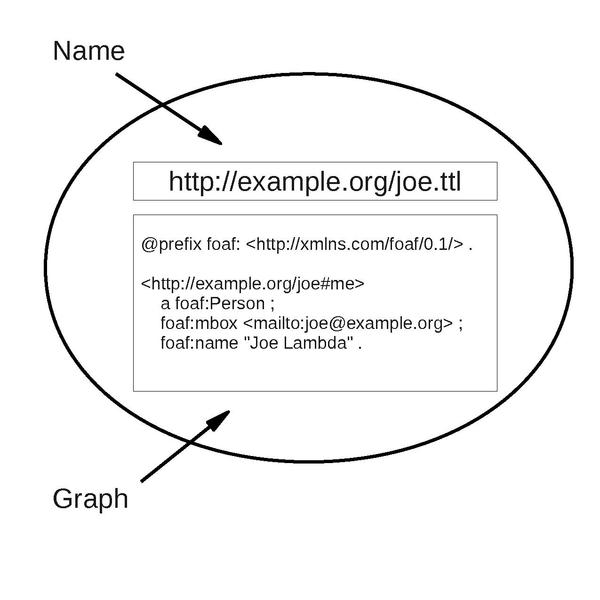
Un esempio di grafo nominato

I grafi nominati (in inglese named graphs) sono un concetto chiave dell'architettura del Web semantico, dove un insieme di dichiarazioni RDF (un grafo) sono identificate utilizzando un URI, rendendo così possibili descrizioni del contesto, della provenienza e altre informazioni o metadati.
I grafi nominati sono una semplice estensione del modello RDF, attraverso il quale i grafi potevano essere creati, ma senza un sistema per distinguerli una volta pubblicati in larga scala sul Web.

## Grafi nominati e HTTP
Una delle concettualizzazioni che rappresentano il Web è quella di un grafo, dove i nodi sono documenti identificati da URI e connessi da collegamenti ipertestuali, espressi attraverso l'HTML. Facendo una richiesta HTTP GET verso un URI (comunemente attraverso un Web browser), in qualche modo il documento scelto viene scaricato. Questo approccio viene applicato anche ai documenti RDF esposti sul Web sotto forma di linked data, dove tipicamente la sintassi RDF è utilizzata per esprimere i dati sotto forma di dichiarazioni (triple), e gli URI fanno da ponte per altre risorse. Questo Web dei dati è stato descritto da Tim Berners-Lee come il "Giant Global Graph", ovvero il "Grafo Globale Gigante".

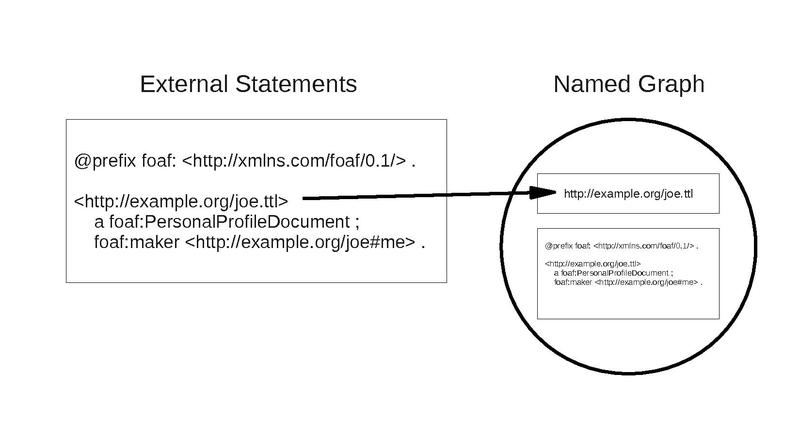
Descrizione di un grafo nominato

I grafi nominati sono una formalizzazione dell'idea intuitiva che il contenuto di un documento RDF (un grafo) sul Web possa essere riconosciuto tramite un URI sul documento. Questo semplifica considerevolmente le tecniche di gestione delle catene di provenienza dei dati e abilita un accesso granulare e preciso ai dati. Inoltre l'affidabilità può essere gestita applicando una firma digitale al dato in un grafo nominato. (Originariamente si era pensato alla reificazione degli RDF come implementazione di questa funzionalità, tuttavia questo approccio è parso problematico.)

## Grafi nominati e i triplestore
I grafi nominati possono apparire sul Web come semplici documenti linkati (linked data), ma sono anche molto utili per maneggiare insiemi di dati RDF nei triplestore. In particolare, la portata di una query SPARQL può essere limitata ad uno specifico insieme di grafi nominati.

### Esempio
Si assuma che il seguente documento RDF (con sintassi Turtle) sia stato salvato in un triplestore, abilitato alle query SPARQL, con il nome http://example.org/joe.
```
@prefix
 
foaf:
 
<http://xmlns.com/foaf/0.1></div>
 
.

<http://example.org/joe#me>
 
a
 
foaf
:
Person
 
.

<http://example.org/joe#me>
 
foaf
:
homepage
 
<http://example.org/joe/index.html>
 
.

<http://example.org/joe#me>
 
foaf
:
mbox
 
<mailto:joe@example.org>
 
.

<http://example.org/joe#me>
 
foaf
:
name
 
"Joe Lambda"
 
.

```

Questi dati sono scritti in una forma più verbosa del necessario per mostrare meglio la struttura delle triple

L'homepage della persona identificata dall'indirizzo email mailto:joe@example.org può essere quindi ottenuta con la seguente query SPARQL:
```
PREFIX
 
foaf
:
 
<http://xmlns.com/foaf/0.1></div>

SELECT
 
?homepage

FROM NAMED
 
<http://example.org/joe>

WHERE
 
{

	
GRAPH
 
?g
 
{

		
?person
 
foaf
:
homepage
 
?homepage
 
.

		
?person
 
foaf
:
mbox
 
<mailto:joe@example.org>
 
.

	
}

}

```

Il campo FROM NAMED identifica esplicitamente quale grafo è bersaglio della query.